# Walentyn Bibik

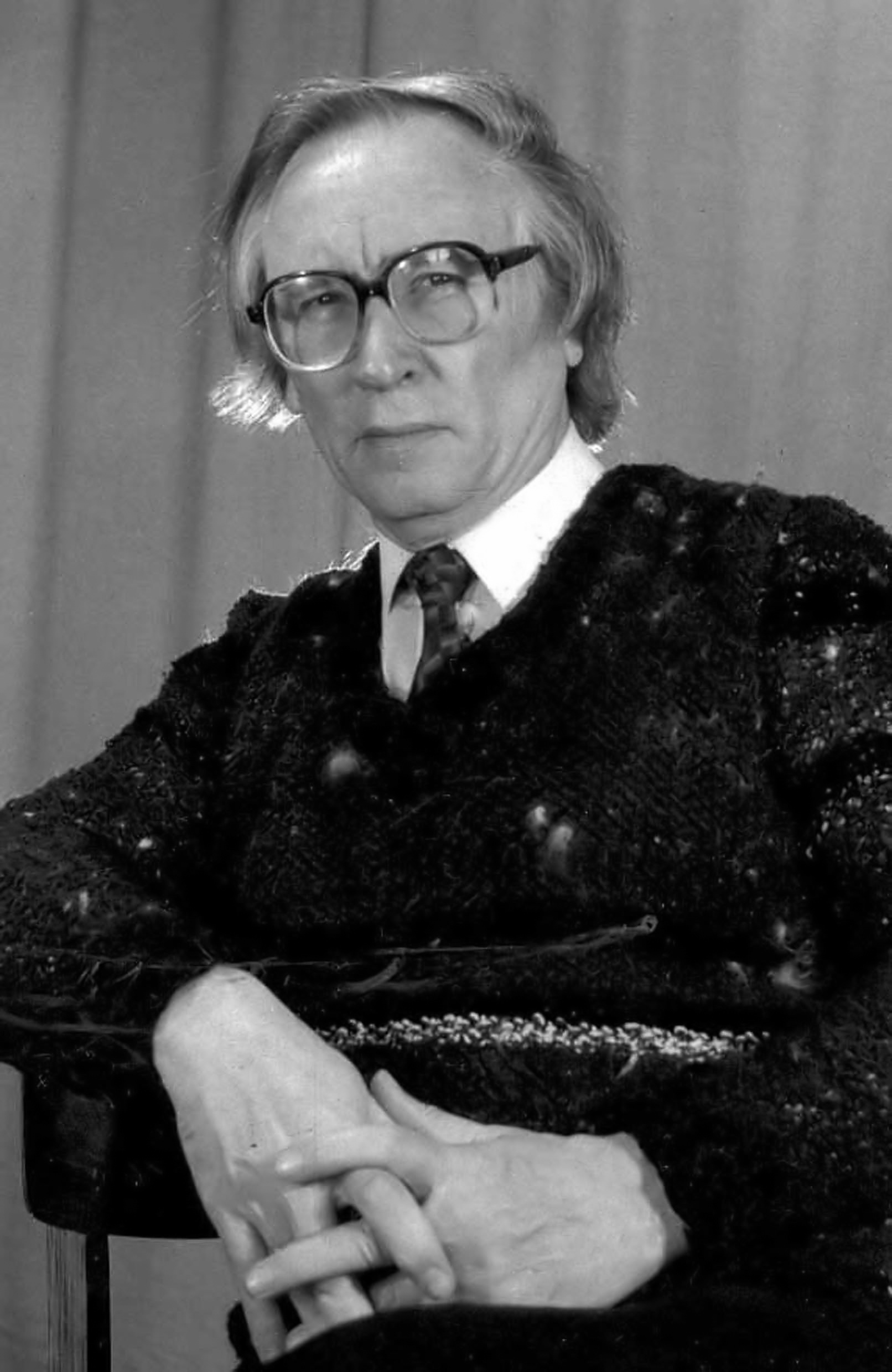
Walentyn Bibik

Walentyn Bibik (ukrainisch Валентин Савич Бібік, Transkription Walentyn Sawytsch Bibik, wiss. Transliteration Valentyn Savyč Bibik, Nachname zuweilen auch ukrainisch Бібик, Bibyk; russisch Валентин Саввич Бибик, Transkription Walentin Sawwitsch Bibik, wiss. Transliteration Valentin Savvič Bibik; * 19. Juli 1940 in Charkow, Ukrainische SSR, Sowjetunion; † 7. Juli 2003 in Tel Aviv, Israel) war ein sowjetisch-ukrainischer Komponist und Hochschullehrer.

## Leben
Bibik studierte bis zum Abschluss 1966 am Konservatorium Charkow (damals Institut der Künste) Komposition bei Dmytro Klebanow. Anschließend arbeitete er dort von 1966 bis 1994 am Lehrstuhl für Komposition und Instrumentation, zunächst als Assistent, ab 1971 als Lehrbeauftragter und ab 1991 als Professor. Von 1989 bis 1994 war er außerdem Vorsitzender der Charkower Abteilung des Ukrainischen Komponistenverbands und organisierte Konzerte sowie Festivals für zeitgenössische Musik.
Von 1994 bis 1998 lehrte er in Sankt Petersburg am dortigen Konservatorium, an der Russischen Kunstakademie sowie an der Universität für Human- und Sozialwissenschaften.
1998 emigrierte er nach Israel und wurde Professor für Komposition an der Musikakademie der Universität Tel Aviv.
Er starb im Juli 2003 in Tel Aviv.

## Schaffen
Bibik schuf ein umfangreiches Werk in nahezu allen Genres, komponierte eine Oper, ein Ballett, elf nummerierte Sinfonien (1966–1998), Konzerte, Kammer-, Chor-, Vokal- und Klaviermusik. In seinen Werken finden sich lyrische, meditative, aber auch monumentale Züge. Sein Sinfonien vertraten in der Sowjetunion die „inoffizielle Symphonik“. Bibik gehörte zu jenen, die auch außerhalb der Ästhetik des sozialistischen Realismus neue Kompositionstechniken wie Sonorismus und Aleatorik erkundeten. Er experimentierte mit elektronischen Elementen (Вечерняя музыка für Tenor, Schlagzeug und Tonband, 1981, op. 44) und mit Viertelton-Musik (Печальная кантата für Sopran, Klavier, Harfe und Schlagwerk, 1980, op. 39). Manche Werke stehen dem Neoklassizismus nahe (Партита на тему DEsCH für Klavier, Violine und Cello, 1982, op. 48), andere weisen neobarocke Formen auf (Klavierzyklen). Zudem greift Bibik häufig auf Melodik und Rhythmik ukrainischer Folklore zurück. Bis auf wenige Ausnahmen (...любящий тебя В. Ульянов, 1977) sind keine Huldigungswerke von ihm überliefert.
In seinen Vokalkompositionen vertonte er stattdessen Texte von Taras Schewtschenko, Anna Achmatowa, Alexander Blok, Joseph Brodsky und Marina Zwetajewa. Sein Orchesterwerk Плач и молитва (Klage und Gebet) (1992) ist den Opfern des Holodomor (1932–1933) gewidmet. Bibik war beeinflusst von der Tauwetter-Periode und der folgenden Generation der Sechziger, einer Künstlerbewegung, die sich für kulturellen Pluralismus einsetzte.
Neben der Sinfonik gilt die Oper Die Flucht (Бег) nach dem gleichnamigen Drama von Michail Bulgakow als Bibiks Hauptwerk. Sie wurde kurz vor der Uraufführung 1972 am Leningrader Michailowski-Theater verboten. Erst nach dem Tod Bibiks kam es zu einer ersten, konzertanten Aufführung 2010 in Kiew unter Roman Kofman.
Bibiks Musik wurde schon zu seinen Lebzeiten auch außerhalb der Sowjetunion, Russlands und der Ukraine aufgeführt, so in den USA, in Kanada, Großbritannien, Frankreich und Deutschland. Zu seinen Schülern zählte u. a. Oleksandr Schtschetynskyj.

## Auszeichnungen
- 1990: Verdienter Kunstschaffender der Ukraine
- 1992: Preisträger beim internationalen Kompositionswettbewerb Marian und Iwanna Kots
- 2001: Preisträger der Gesellschaft der Autoren, Komponisten und Musikverleger (ACUM)
- 2001: Komponist des Jahres